# شخصية عامة

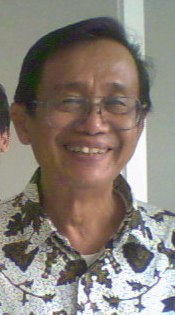

الشخصية العامة هي شخصية، يمكن أن تكون سياسية أو شخصية ذات شهرة أو من مشاهير الإنترنت، أو قائدو أعمال، لديها مكانة اجتماعية معينة ضمن نطاق معين ولها تأثير كبير، وبالتالي غالبًا ما تكون محل اهتمام كبير للجمهور، يمكن أن تستفيد بشكل كبير من المجتمع، وترتبط ارتباطًا وثيقًا بالمصالح العامة في المجتمع. والشخصية العامة تتعدى المناصب العليا بالدولة أو القطاع الخاص، بل قد تكون رؤساء هيئات المجتمع المدني والنقابات و الشخصية العامة لتكون مثالية تهتم بتقديم خدماتها وتحرص على بذل وقتها ومواردها للأخرين. والشخصية العامة تواجه كل التهجمات بسسبب أو بدون في سبيل الرسالة التي تدافع عنها. والشخصية العامة من المهم أن تتصف بالذكاء والعمل الدؤوب والاإحترام والصبر. الشخصية العامة كثيرة العطاء ولا تنتظر الشكر وليس من عادتها المن. من المهم للشخصية العامة أن يكون لها وصول إلى وسائل الإعلام. وهذا النوع من الوصول يجعل من السهل على الشخصيات العامة دحض التصريحات التي يحتمل أن تكون تشهيرية ضدها.

## من أنواع الشخصيات العامة[5]
- الشخصيات العامة إراديا: وهاؤلاء أفراد أدخلو أنفسهم طواعية في الرأي العام.
- الشخصيات العامة ذات الأغراض المحدودة: هذا النوع من الشخصيات العامة هو شخص دفع نفسه إلى دائرة الضوء لسبب محدد.

الشخصيات العامة لا إراديا: وهاؤلاء الشخصيات نادراً ما يكونون النقطة المحورية في القضايا. ولا يُفترض تأثرهم بتواجدهم داخل دائرة الضوء
```
ولكنهم في الرأي العام لسبب أو لإخر.
```